# Max Nathan

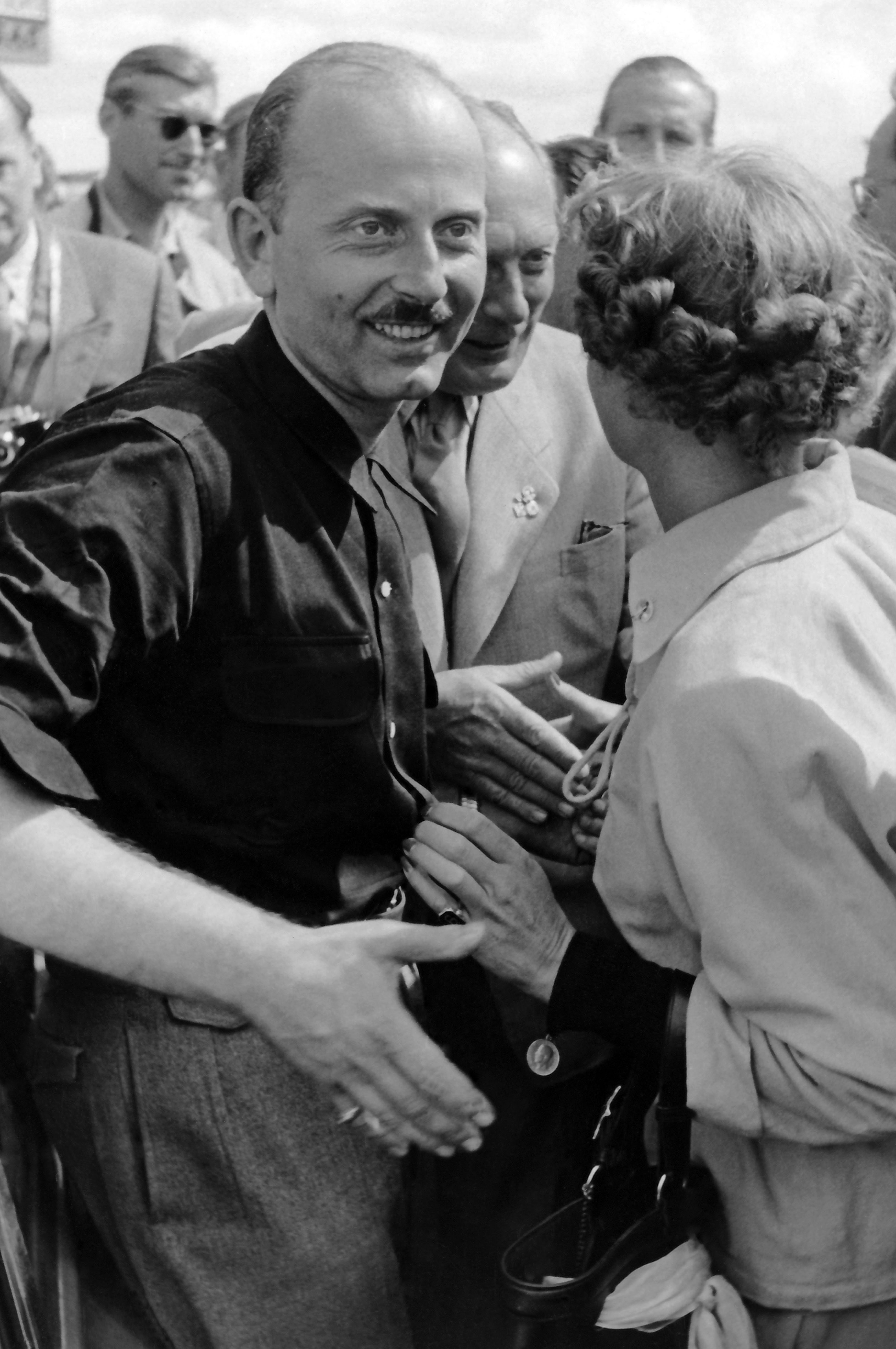
Max Nathan 1953

Max Heinrich Friedrich Nathan (* 9. Juli 1919 in Mainz; † 2. September 1960 in Frankfurt am Main) war ein deutscher Autorennfahrer.

## Karriere
Sein erstes Rennen, die ADAC Deutschlandfahrt, bestritt er 1950 mit einem Ford Taunus in der Klasse der Tourenwagen bis 1200 cm³. 1952 gelang ihm bei der 22. Rallye Monte Carlo mit Heinz Schellhaas der 2. Platz auf einem Volkswagen S4 in der Klasse bis 1100 cm³. Die Rallye Paris–Lissabon im Mai 1952 beendete er in der Klasse bis 1100 cm³ auf dem ersten Platz mit einem Porsche 356 Coupé b4. Am 3. August 1952 siegte Nathan in der Klasse bis 1500 cm³ auf dem Nürburgring auf einem Porsche. In den darauf folgenden Jahren nahm er an der Tulpenrallye (1952), Rallye des Alpes (1952, 1953, 1954), Mitternachtssonnen Rallye Schweden 1954, Mille Miglia (1954, 1955, 1956), Rallye Monte Carlo 1955, 24-Stunden-Rennen von Le Mans (1953, 1956) und dem Grand Prix Spa (1957) teil.
Max Nathan/Helm Glöckler nahmen am 18. August 1954 an der Rallye Lüttich-Rom-Lüttich mit dem Glöckler-Porsche Nr. 7 teil, dessen einziges Rennen.
In seinem erfolgreichsten Jahr 1956 gewann Nathan die deutsche Rallyemeisterschaft. Im selben Jahr feierte er Erfolge bei den Rennen auf der Solitude, Nürburgring, Wiesbaden, AVUS und der Wintersternfahrt.
Am 27. Februar 1957 wurde Max Nathan mit dem Silbernen Lorbeerblatt als deutscher Automobil-Meister auf Seriensportwagen ausgezeichnet.
Im September 1960 starb Max Nathan bei einem Verkehrsunfall 41-jährig.

## Statistik

### Le-Mans-Ergebnisse
| Jahr | Team       | Fahrzeug                 | Teamkollege   | Platzierung | Ausfallgrund              |
| ---- | ---------- | ------------------------ | ------------- | ----------- | ------------------------- |
| 1956 | Porsche KG | Porsche 356 Carrera 1500 | Helm Glöckler | Ausfall     | Wagenbrand nach Kollision |

### Einzelergebnisse in der Sportwagen-Weltmeisterschaft
| Saison | Team       | Rennwagen   | 1   | 2   | 3   | 4   | 5   | 6   |
| ------ | ---------- | ----------- | --- | --- | --- | --- | --- | --- |
| 1954   |            | Porsche 356 | BUA | SEB | MIM | LEM | RTT | CAP |
| 1954   |            | Porsche 356 | 34  |     |     |     |     |     |
| 1955   |            | Porsche 356 | BUA | SEB | MIM | LEM | RTT | TAR |
| 1955   |            | Porsche 356 | 72  |     |     |     |     |     |
| 1956   | Max Nathan | Porsche 356 | BUA | SEB | MIM | NÜR | KRI |     |
| 1956   | Max Nathan | Porsche 356 |     |     | 22  | 9   |     |     |